# St. Marien (Lebus)

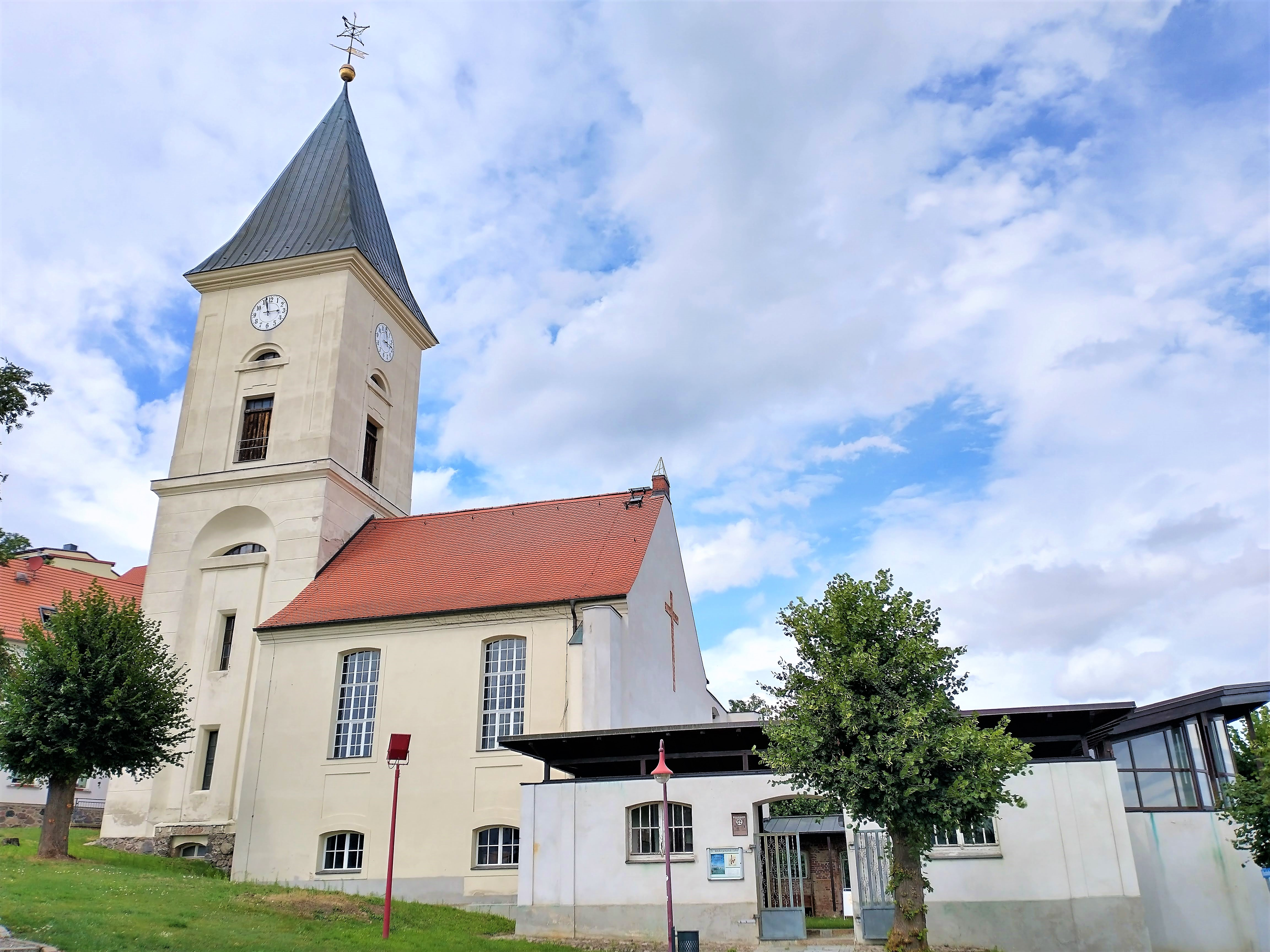
St. Marien (Lebus)

Die denkmalgeschützte Stadtpfarrkirche St. Marien ist die evangelische Kirche der Kleinstadt Lebus im Landkreis Märkisch-Oderland von Brandenburg. Sie gehört zum Kirchenkreis Oderland-Spree der Evangelischen Kirche Berlin-Brandenburg-schlesische Oberlausitz.

## Beschreibung
Die ursprüngliche Kreuzkirche mit einem Kirchturm im Westen und einer polygonalen Apsis im Osten, die 1810 unter Verwendung von Resten eines 1803 abgebrannten Vorgängerbaus errichtet wurde, ist im Zweiten Weltkrieg zerstört worden. Bis 1955 wurden zwei Joche des Langhauses und der Kirchturm im Westen wiederhergestellt. Das Querschiff und die Apsis wurden als Ruinen gesichert.
Die von W. Sauer Orgelbau 1971 als Opus 1954 für die Marienkirche Frankfurt (Oder) gebaute Orgel wurde 1983 von der Stadtkirche übernommen.